# Филоненко-Бородич, Михаил Митрофанович
Михаи́л Митрофа́нович Филоне́нко-Бороди́ч (23 мая (4 июня) 1885 года, Глухов Черниговской губернии — 30 мая 1962 года, Москва) — советский учёный-механик, генерал-майор инженерно-технической службы, заслуженный деятель науки и техники РСФСР (1940).

## Биография
Родился в городе Глухов Черниговской губернии в семье врача. Отец, Митрофан Васильевич, заведовал городской больницей. Мама — Мария Иосифовна (в девичестве — Лаговская) происходила из польской дворянской семьи, её отец также служил врачом на Украине. За участие в польском восстании 1863—1864 годов он был выслан в Сибирь и умер в Иркутске.
Михаил учился в Глуховской мужской гимназии (1893—1903), на удивление плохо ему давалась математика. Однако пробудившийся в восьмом классе интерес к математическому анализу побудил его выбрать точные науки делом жизни.
В гимназии учился вместе с будущим известным композитором Юрием Шапориным.
В 1909 году Михаил окончил физико-математический факультет Киевского императорского университета имени Св. Владимира, его педагогами в университете были Д. А. Граве, Г. К. Суслов, Г. В. Пфейффер, П. В. Воронец, дипломный проект «Классификация уникурсальных кривых третьего порядка» выполнил под руководством Б. Я. Букреева.
Дальнейшее образование продолжил в Высшем инженерном училище ведомства путей сообщения, как окончивший с отличием университет был принят туда без экзаменов. В эти годы в училище преподавали Д. Ф. Егоров, С. А. Чаплыгин, Л. Д. Проскуряков, А. А. Эйхенвальд, В. Л. Николаи.
В 1914 году окончил Московский институт инженеров путей сообщения (МИИТ), за год перед тем созданный на базе Инженерного училища ведомства путей сообщения. Трудовую деятельность начал в 1912 году с инженерной практики на железных дорогах — Владикавказской (1912—1913) и Московско-Курской (1913—1914), дипломный проект — здание для паровозов и вагоноремонтных мастерских станции Люблино с расценочной ведомостью строительных работ. Вплоть до 1930 года он продолжал работать в системе Народного комиссариата путей сообщения; в этот период он написал ряд работ, относящихся к механике движения поезда, к статистике и экономике транспорта. В работе «Математические основы теории амортизации», сыгравшей большую роль в инвентаризации имущества железных дорог страны, Филоненко-Бородич открыл важные зависимости общего характера в процессах восстановления массового имущества и оценки его износа.
В 1919 году начинается педагогическая деятельность М. М. Филоненко-Бородича: он становится профессором, заведующим кафедрой строительной механики в Московском политехническом институте. С 1930 года преподавал в МГУ, профессор, в 1937—1939 годах — заведующий кафедрой теории упругости механико-математического факультета МГУ. С 1932 года работал также в Военно-инженерной академии (с 1935 года имени В. В. Куйбышева). Генерал-майор инженерно-технической службы.
Похоронен на Введенском кладбище (20 уч.).

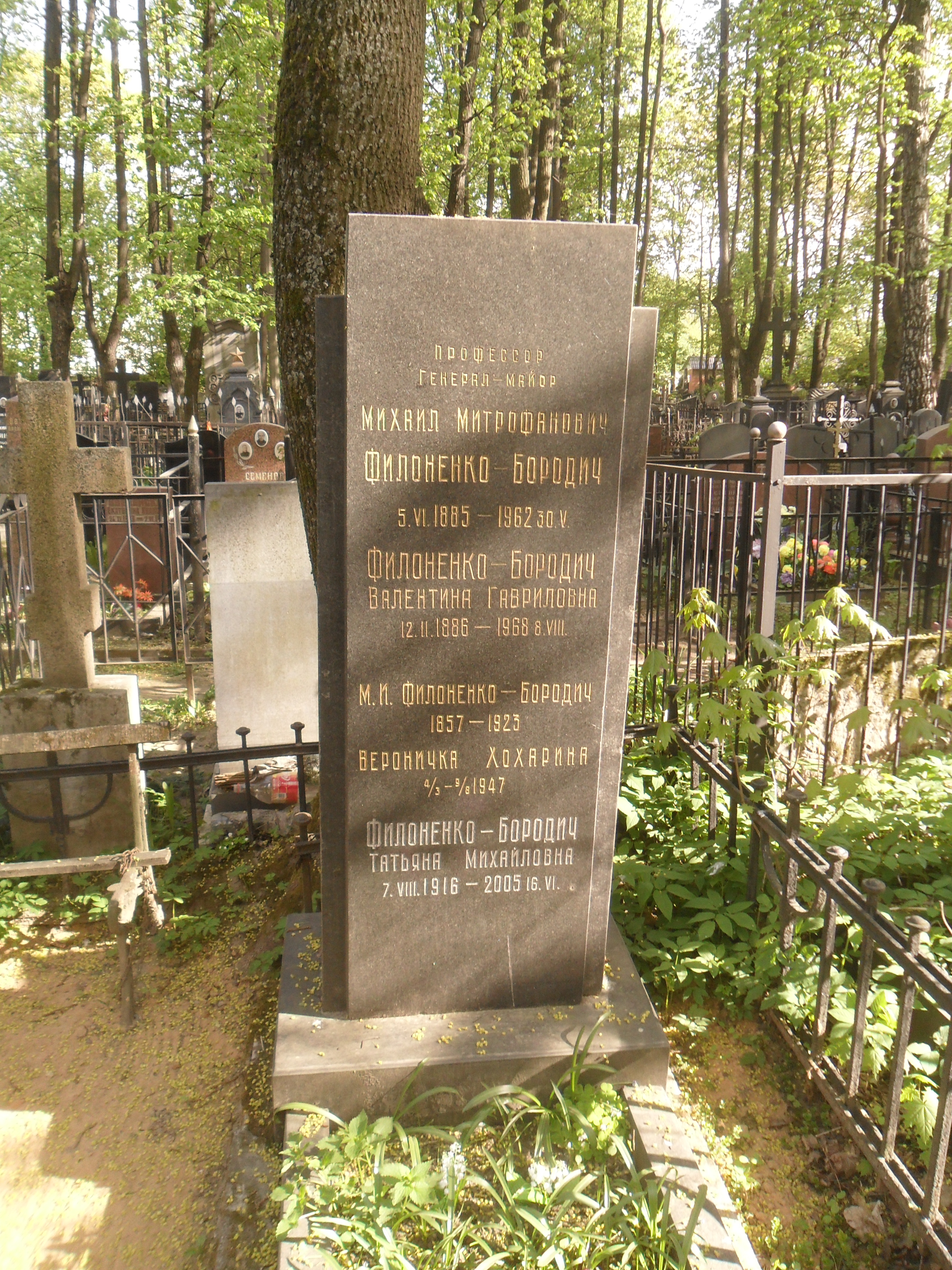
Могила Филоненко-Бородича на Введенском кладбище Москвы

## Семья
Женa — Валентина Гавриловна Гортинская (1886—1968)
сын — Сергей (род. 1920), был призван в РККА в 1940 году, участник Великой Отечественной войны, погиб при обороне Севастополя в 1941 году
дочь — Ольга
дочь — Татьяна

## Известные адреса
Москва, Подколокольный переулок, 16/2

## Научная деятельность
Основные направления исследований — теория упругости, строительная механика, сопротивление материалов.
Для решения классической задачи Ламе о равновесии прямоугольного параллелепипеда М. М. Филоненко-Бородич ввёл косинус-биномы — последовательность неортогональных функций, обладающих полнотой в интервале их определения и обращающихся в нуль вместе с первыми производными на границе интервала. При решении задач об упругом равновесии параллелепипеда в приближённом виде он разделил тензор напряжений на две составляющие, распространив этот метод на задачи термоупругого равновесия для случая цилиндрических координат.
Филоненко-Бородичем предложены модели упругого основания для расчёта балок и плит, сыгравшие большую роль в понимании механики явления и для многих практических приложений (особенно это относится к так называемой мембранной аналогии упругого основания, обобщающей известные модели Винклера и Вихарда).
Математик и инженер, М. М. Филоненко-Бородич много сил отдал решению практических задач строительства сооружений (например, расчёту основания Камышинской плотины и подпорной стенки шлюза Куйбышевской плотины, расчёту внутренней гидроизоляционной оболочки туннеля Московского метрополитена). Во время Великой Отечественной войны он решил важную для того времени задачу о прочности ледяного слоя под гусеничной нагрузкой.
Занимался также прикладными вопросами математической статистики.

## Научные дискуссии
М. М. Филоненко-Бородич публично выступал против теории, предложенной инженером Н. В. Погоржельским в 1922 году для определения критической силы при продольном изгибе. На одном из собраний Погоржельский демонстрировал рейсшину, изгибавшуюся под давлением его руки, но не переходившую в состояние непрерывно возрастающей деформации. На это Филоненко-Бородич ответил, что давление груза не равнозначно давлению руки плюс психологии человека.

## Научные труды
- Филоненко-Бородич М. М. Курс сопротивления материалов. Ч. 1. — М.: Гостехиздат, 1955. — 644 с.
- Филоненко-Бородич М. М. Теория упругости. — М.: Физматгиз, 1959. — 364 с.[7]

## Награды и звания
Заслуженный деятель науки и техники РСФСР (1940)

орден Ленина,
орден Красного Знамени (1955),
орден Красной Звезды,
орден Знак Почёта,
а также медали.